# Moluki (prowincja)
Moluki (indonez. Maluku) – prowincja w Indonezji obejmująca południową część archipelagu Moluki (granicę stanowi Morze Seram). Powierzchnia 42 853 km²; prawie 1,9 mln mieszkańców (2020); stolica Ambon. Dzieli się na 1 okręg miejski i 7 dystryktów.
Większość wysp wchodzących w skład prowincji jest ułożona w łuk stanowiący naturalne ograniczenie Morza Banda od północy, wschodu i południa. Najważniejsze wyspy i grupy wysp to:
- Ambon
- Buru
- Seram
- Wyspy Aru
- Wyspy Babar
- Wyspy Barat Daya
- Wyspy Kai
- Wyspy Leti
- Wyspy Sermata
- Wyspy Tanimbar

25 kwietnia 1950 proklamowano utworzenie Republiki Południowych Moluków. W październiku armia indonezyjska zajęła kraj. Do dziś trwają walki pomiędzy wojskami rządowymi a grupami separatystycznymi.
W 1999 roku dotychczasowa prowincja Moluki podzieliła się na dwie oddzielne: Moluki i Moluki Północne. Od stycznia 1999 roku trwają zamieszki, momentami o skali wojny domowej, między muzułmanami a chrześcijanami, które pochłonęły setki ofiar śmiertelnych i spowodowały duże zniszczenia i masowe ucieczki chrześcijańskiej ludności, głównie do prowincji Małe Wyspy Sundajskie Wschodnie.
Gospodarka: rolnictwo (ryż, kukurydza, orzechy kokosowe, kawa, kakao, bawełna, przyprawy korzenne); rybołówstwo (tuńczyki, makrele, krewetki, anchois); eksploatacja lasów; wydobycie rud niklu i manganu; przemysł spożywczy, drzewny.
Główne miasta: Ambon, Amahai, Tual.